# オーチャード・ロード

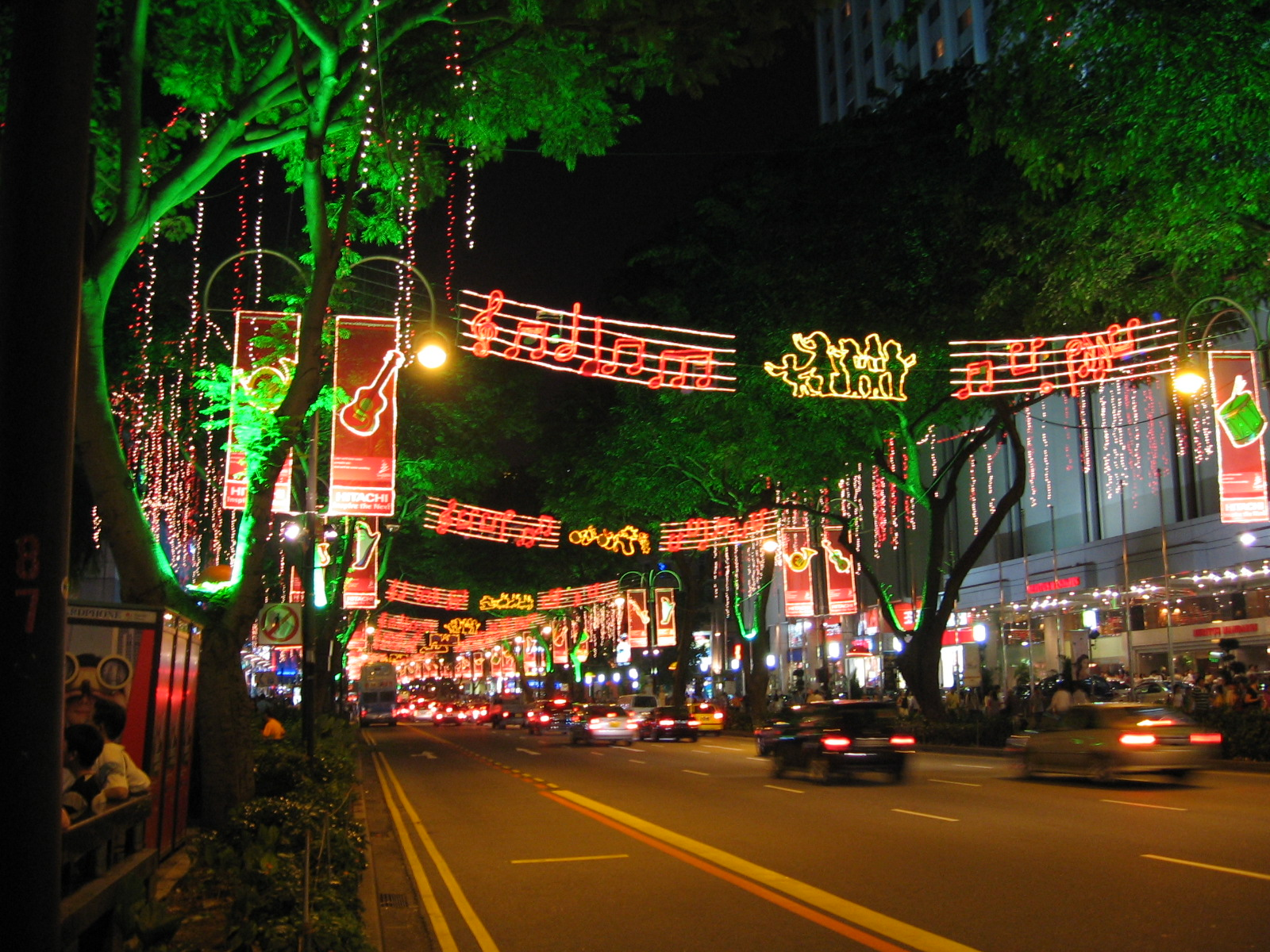
クリスマスの時期のオーチャード・ロードの夜景

オーチャード・ロード（英語: Orchard Road、中国語: 烏節路、マレー語: Jalan Kebun又はJalan Orkid）はシンガポール中心街にわたる道路である。またトップショッピングセンターエリアを指す。MRTドビーゴート駅からオーチャード駅にかけて、スコッツロードやタングリンロードの辺りは“オーチャードロードエリア”と呼ばれている。

## 概要
元々は英国植民地時代にあったオリーブなどの果樹園（オーチャード）と邸宅が並ぶ通りだった。
オーチャード・ロード全長3キロを渡ると、東と西の建物には相違が見られる。東側のドビーゴードの辺りは、プラナカン建築物がある一方で、西のオーチャード周辺はショッピングセンターやホテルが立ち並んでいる。
オーチャード・ロードには、髙島屋と伊勢丹などの日系デパートと、ユニクロなど日系ブティックが並んでいる。また、ファッションブランドFOREVER 21やアジアで最大の売り場を誇るH&Mもある
。
ハロウィン、クリスマス、春節など季節の行事に合わせて違った装飾が楽しめる。